# Новосілківська сільська рада (Млинівський район)
Новосі́лківська сільська́ ра́да — колишній орган місцевого самоврядування у Млинівському районі Рівненської області. Адміністративний центр — село Новосілки.

## Загальні відомості
- Новосілківська сільська рада утворена в 1585 році.
- Територія ради: 20,46 км²
- Населення ради: 541 особа (станом на 2001 рік)

## Населені пункти
Сільській раді підпорядковані населені пункти:
- с. Новосілки
- с. Заболотинці
- с. Заболоття

## Склад ради
Рада складається з 14 депутатів та голови.
- Голова ради: Савич Валентина Григорівна
- Секретар ради: Нагай Наталія Олександрівна

### Керівний склад попередніх скликань
| Прізвище, ім'я, по батькові | Основні відомості                                                         | Дата обрання | Дата звільнення |
| --------------------------- | ------------------------------------------------------------------------- | ------------ | --------------- |
| Савич Валентина Григорівна  | Сільський голова, 1953 року народження, освіта вища                       | 26.03.2006   | 31.10.2010      |
| Савич Валентина Григорівна  | Сільський голова, 1953 року народження, освіта вища, член Народної партії | 31.10.2010   |                 |

Примітка: таблиця складена за даними сайту Верховної Ради України